# Onthophagus laborans
Onthophagus laborans là một loài bọ cánh cứng trong họ Bọ hung (Scarabaeidae).